# Diecezja Itabuna
Diecezja Itabuna – diecezja rzymskokatolicka w Brazylii, powstała w 1978.

## Biskupi diecezjalni
- bp Homero Leite Meira (1978–1980)
- bp Eliseu Maria Gomes de Oliveira OCarm (1980–1983)
- bp Paulo Lopes de Faria (1983–1995, następnie arcybiskup Diamantiny)
- bp Czesław Stanula CSsR (1997–2017)
- bp Carlos Alberto dos Santos (2017–2024)
- bp Jailton de Oliveira Lino (od 2025)